# Fachwerkhaus Hospet

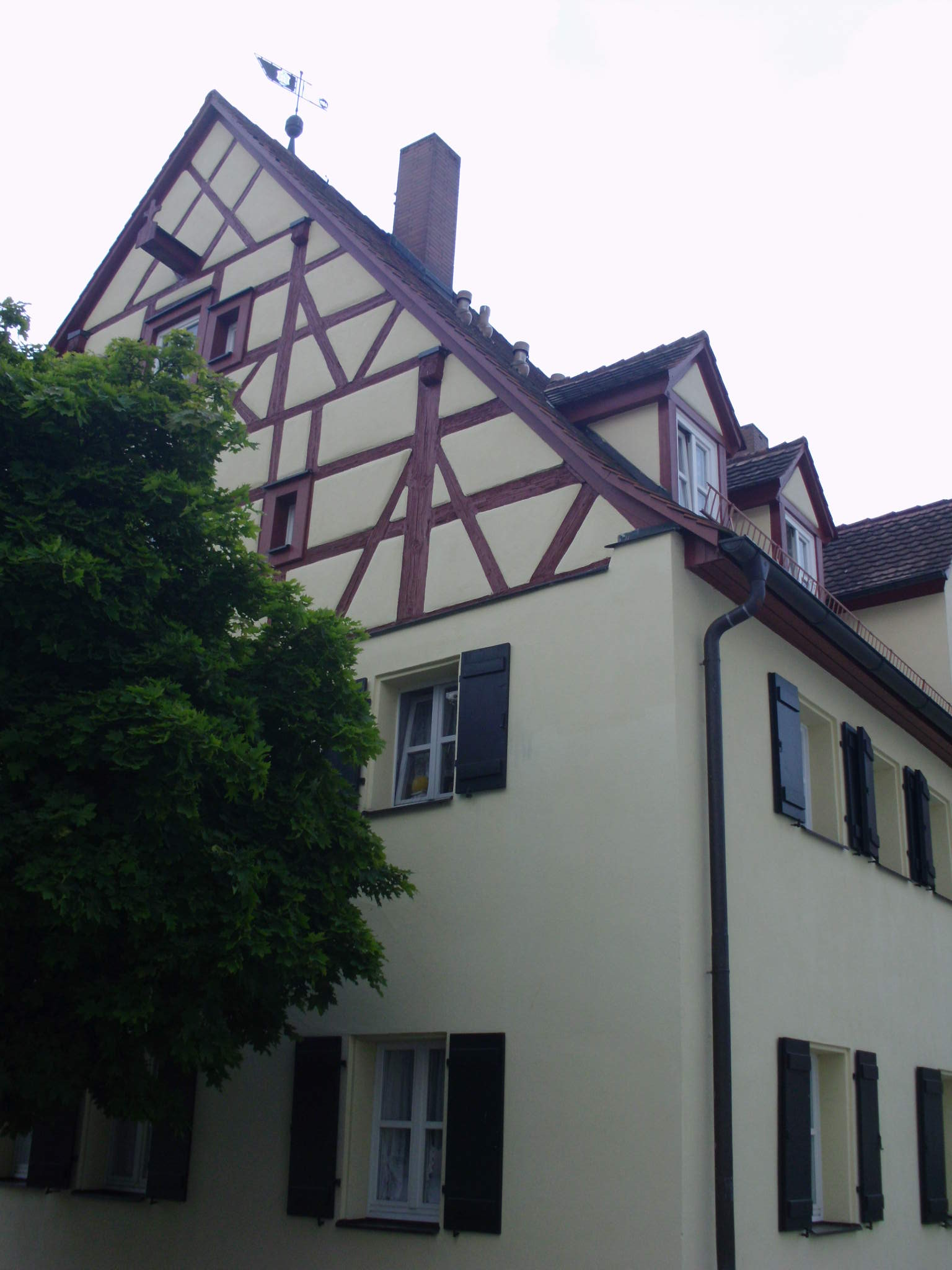
Das Haus Hospet 1 (2010)

Das Haus mit der Adresse Hospet 1, mehrheitlich als Fachwerkhaus Hospet bezeichnet, ist ein Wohngebäude in Gunzenhausen im mittelfränkischen Landkreis Weißenburg-Gunzenhausen. Das Gebäude ist unter der Denkmalnummer D-5-77-136-38 als Baudenkmal in die Bayerische Denkmalliste eingetragen.
Das Gebäude stammt je nach Quelle aus dem 16., 17. oder 18. Jahrhundert und wurde anfänglich als Scheune genutzt. Anfang des 19. Jahrhunderts sowie 1918 fanden Umbauten als Wohn-/Stallgebäude statt. 1986 wurde das Gebäude von der Stadt Gunzenhausen zu einem Wohnhaus umgebaut. Das Fachwerkhaus Hospet ist ein zweigeschossiger Satteldachbau mit markanten Fachwerkgiebeln. Der Name Hospet kommt von der lateinischen Bezeichnung für Herberge, was an eine nahe gelegene Fürstenherberge erinnert. Der Name des Gebäudes ist auf die anliegende Straße übergegangen.